# Station Voves
Station Voves is een spoorwegstation in de Franse gemeente Les Villages Vovéens.